# Vojenské kolo

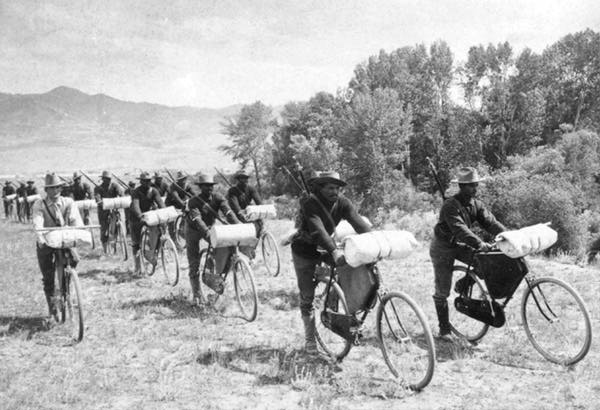
Americká jednotka na jízdních kolech

Vojenské kolo je jízdní kolo používané pro vojenské účely. Tato speciálně upravená kola byla od dob 1. světové války součástí mnoha armád, včetně československé. Byla používána pro svoji rychlost, jednoduchost, rychlou možnost opravy, snadný přesun, tichost a jednoduchou obsluhu.

## Historie
Kola byla v armádě používána od konce 19. století, například britská armáda měla první jednotku složenou čistě z cyklistů v roce 1888. Hromadné využití pak nastalo s příchodem 1. světové války.
Kromě klasických armád byla kola využívána i dalšími ozbrojenými skupinami, jako byli například Tamilští tygři, kteří je hojně využívali v občanské válce na Srí Lance. Jedním z předních důvodů byl jejich levný provoz.
Poslední jednotka vojáků na kolech zanikla v roce 2003 ve Švýcarsku, kde byla kola využívána od roku 1891. I po zaniknutí specializovaných jednotek se kola v armádách stále používají. V moderní době byla využita například ve válce v Afghánistánu a válce v Iráku.

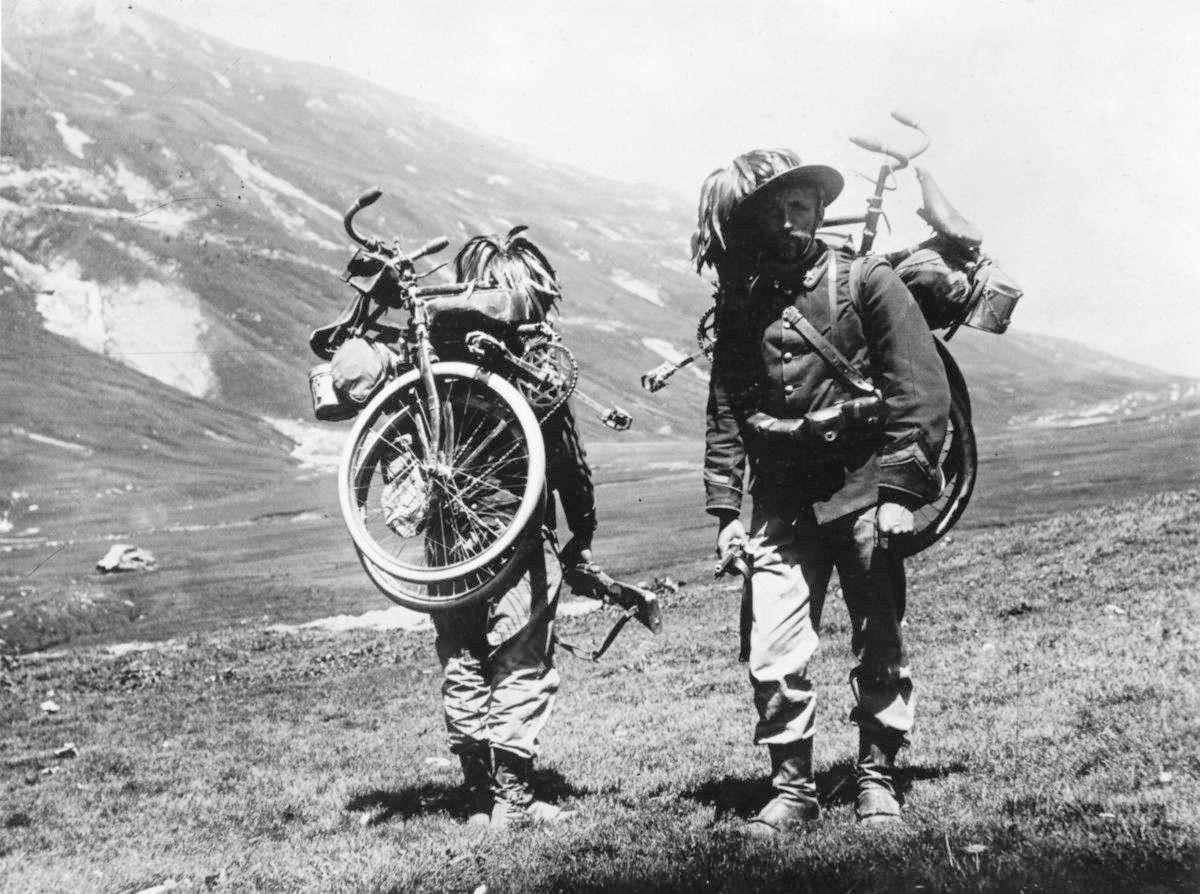
Vojáci italské jednotky bersaglierů se složenými koly na zádech

## Specifika
Existovalo mnoho různých druhů vojenských kol, která se lišila podle toho, pro jaký účel byla používána. Častá byla například skládací kola. Ta se používala primárně pro pohyb ve složitém terénu, přes který bylo možné kola přenést, a nadále pokračovat v rychlé a tiché jízdě. Využívala se také pro výsadkáře.
Moderní vojenská kola jsou velmi podobná klasickým kolům, většinou se používají horská kola. Nejsou již využívána přímo v boji, ale spíše pro hlídkování.